# Dark Sun: A Pusztító ébredése (videójáték)
A Dark Sun: Wake of the Ravager (Sötét Nap: A Pusztító ébredése) egy az SSI által 1994-ben MS-DOS operációs rendszerre kiadott videó szerepjáték. A Dark Sun: Shattered Lands című videójáték folytatása. A Pusztító ébredését eredetileg két különböző csomagolásban adták ki: hajlékonylemezen és CD-ROM-on, utóbbit Red Book formátumú digitalizált hanggal és zenével. Később nyitható CD tokban adták ki újra, valamint az AD&D Masterpiece Collection részeként 1996-ban.

## Cselekmény
A Pusztító ébredésének cselekménye a Dungeons & Dragons „Sötét Nap” kampányának keretein belül, Athas kegyetlen sivatagvilágán játszódik. A történet a Dark Sun: Shattered Lands cselekményének folytatása, és helyileg Tyr városállama körül játszódik. A bevezető animációban megismerjük a titokzatos Sárkányt és tábornokát, a Lord Warriort, akik Tyr leigázását tervezik. A játékot elkezdve, a játékos egy nő orvgyilkosságának lesz szemtanúja, akiről kiderül, hogy a Fátyol Szövetségének tagja. Majd a játékos belekeveredik a Fátyol Szövetségének a Sárkány és Lord Warrior elleni küzdelmébe.

## Játékmenet
A Pusztító elődje játékmotorját használja, grafikailag mégis kicsit különbözik tőle (valószínűleg a jobb karakter animációk miatt). A motor egy felülnézeti világot generál. A játékos egy 1–4 fős csapatot irányít. A játék indítható előre beállított partival, de a játékos létrehozhat  saját csapatot, vagy betöltheti a Shattered Landsben játszott karaktereit is. Ahogy a többi Dungeons & Dragons játékban, itt is a harcé a főszerep; a Sötét Nap sorozatban a harc körökre osztott. Elődjéhez hasonlóan, a Pusztító is tartalmaz a Sötét Nap kampányára jellemző elemeket, többek közt egyedi fajokat (a Mul és a rovarszerű thri-kreen (bár thri-keenek szerepeltek a Pool of Radianceban és a Curse of the Azure Bondsban is)), és kidolgozott pszionikus képességrendszert.
A játékban többfajta program hiba is található, egyesektől összeomlik a játék, mások a játék végigjátszását teszik lehetetlenné. Például a játék motorjának korlátai miatt egyes ajtók vagy tárgyak eltűnhetnek. Néhány ilyen jellegű hiba az 1.02 és 1.1 javításokban került orvoslásra.

## Kiadások
A játék később a  AD&D Masterpiece Collection 1996-os összeállításába is bekerült.

## Fogadtatás
A Game Spy szerint "A Pusztító ébredésébe a feljavított grafika és a jobb karakter animáció mellett rengeteg, a játék végigjátszását lehetetlenné tevő hiba is bekerült, ami miatt a legtöbb játékosnak nem sikerül legyőznie a Sárkányt és szolgáit."

## Külső hivatkozások
- Broderbund technical support note
- Dark Sun: Wake of the Ravager at MobyGames